# Litton - Monroe OC-8820
Litton - Monroe OC-8820 (OC-8820) је професионални рачунар фирме Litton - Monroe који је почео да се производи у Сједињеним Америчким Државама током 1982. године.
Користио је Z80 микропроцесорску јединицу а RAM меморија рачунара је имала капацитет од 128 до 256 KB. 
Као оперативни систем кориштен је посебни Monroe OS назван OS8MT (MT значи multi-tasking), или CP/M.

## Детаљни подаци
Детаљнији подаци о рачунару OC-8820 су дати у табели испод.
|                       |                                                                              |
| [ 1 ]                 |                                                                              |
| Произвођач            |                                                                              |
| Тип                   | професионални рачунар                                                        |
| Меморија              | 128 до 256 KB                                                                |
| Поријекло             | Сједињене Америчке Државе                                                    |
| Година                | 1982                                                                         |
| Тастатура             | стил писаће машине, 93 тастера са нумеричком тастатуром + функцијски тастери |
| Процесор              |                                                                              |
| Фреквенција процесора | непознато                                                                    |
| RAM                   | 128 до 256 KB                                                                |
| ROM                   | непознато                                                                    |
| Текст                 | 80 стубова x 25 линија                                                       |
| Графика               | нема                                                                         |
| Боја                  | једна боја, наранџаста                                                       |
| Звук                  | непознато                                                                    |
| Димензије             | непознато                                                                    |
| Портови               |                                                                              |
| Оперативни систем     | посебни назван значи                                                         |